# سيمون كوكس

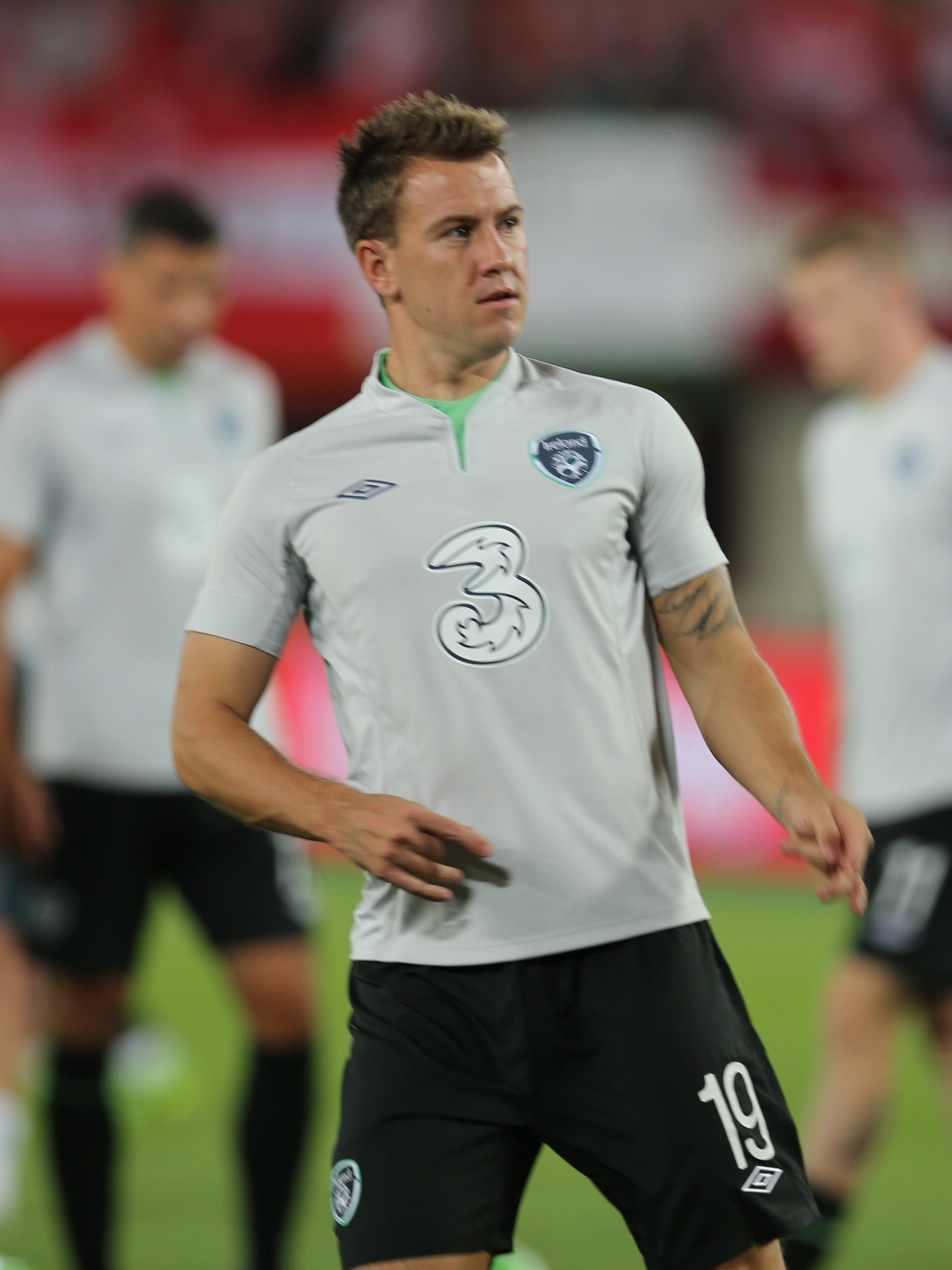

سيمون ريتشارد كوكس (بالإنجليزية: Simon Cox)‏، من مواليد 28 أبريل 1987 في ريدينغ في إنجلترا، لاعب كرة قدم إنجليزي.
بدأ مسيرته الكروية مع نادي ريدينغ في عام 2005، وهو يلعب معهم حتى الآن، وفي عام 2006 أعير إلى نادي برينتفورد، ولعب معهم 4 مباريات، في موسم 2006/2007 أعير إلى نادي برينتفورد، ولعب معهم 9 مباريات، وفي عام 2007 أعير إلى نادي نورثامبتون تاون، ولعب معهم 8 مباريات وسجل 3 أهداف.

## روابط خارجية
- سيمون كوكس على موقع الاتحاد الأوربي (الإنجليزية)
- سيمون كوكس على موقع قاعدة بيانات كرة القدم.إي يو (الإنجليزية)
- سيمون كوكس على موقع ناشيونال فوتبول تيمز (الإنجليزية)
- سيمون كوكس على موقع Soccerbase.com (لاعب) (الإنجليزية)
- سيمون كوكس على موقع Soccerway.com (الإنجليزية)
- سيمون كوكس على موقع عالم كرة القدم.نت (الإنجليزية)
- سيمون كوكس على موقع كووورة